# Ordenshistorisk Selskab
Ordenshistorisk Selskab (OHS) (pol. Towarzystwo Historii Orderów) lub Orders and Medals Society of Denmark (OMSD) (pol. Duńskie Towarzystwo Orderów i Medali) – duńskie stowarzyszenie naukowo-kulturalne mające na celu poszerzanie wiedzy na temat odznaczeń, ich znaczeniu kulturowym oraz studia nad historią orderów i medali. Zrzesza zawodowych historyków oraz miłośników falerystyki.

## Historia
Zostało założone 27 kwietnia 1966, a od 1978 do swojej śmierci w 2018 patronat (protektorat) nad nim sprawował Jego Królewska Wysokość Książę Małżonek Henryk de Monpezat. 13 maja 2019 funkcję tę przejął jego młodszy syn – Jego Królewska Wysokość Książę Danii Joachim.

## Charakterystyka
Członkowie spotykają się zazwyczaj osiem razy do roku, zwykle w kopenhaskiej cytadeli Kastellet (pol. Kasztel).
Obecnym prezesem jest Sven Philip Jørgensen.
Stowarzyszenie posiada własną kolekcję orderów, odznaczeń, nagród, patentów odznaczeniowych itp. Organizuje wiele wystaw odznaczeniowych i publikacji na ich temat.

## Członkowie honorowi
- 6 grudnia 1978 – książę Piotr Grecki (1908-1980),
- 5 maja 1986 – Poul Ohm Hieronymussen (1908-1991),
- 20 kwietnia 2008 – książę Dymitr Romanow (1926-2016)
- 15 marca 2017 – Hans Levin Hansen[2].
- 4 kwietnia 2022 – Tom C. Bergroth[3]

## Wydawnictwa
Od 1988 roku towarzystwo wydaje czasopismo-półrocznik o nazwie „Ordenshistorisk Tidsskrift” (pol. Czasopismo Historii Orderów) o numerze ISSN 0904-5554.
Ponadto opublikowało szereg wydawnictw zwartych, m.in.:
- Peter J. Jørgensen: Den kongelige Hestgardes Erindringsmedaille (1966)
- Per Thornit: „Tegn paa udvortes Erkjendelse ...” Bertel Thorvaldsens og H.C. Andersens ordener (1979)
- Peter J. Jørgensen: Den Islandske Falkeorden og de Islandske Medaljer (1981)
- Leif Weisenfeld: Medaille for driftige Islændere (1983)
- Per Thornit: The royal commemorative and inauguration medals of the Netherlands, 1898-1980 (1984)
- Per Thornit: The royal commemorative and coronation medals of Scandinavia, 1892-1982 (1984)
- Lars Stevnsborg: Ordener og Medaljer og Personerne bag (1987)
- Peter Ohm-Hieronymussen: Landeværns tjenestehæderstegn i de Tyske forbundsstater 1842-1918 (1988)
- Lars Stevnsborg: Fortjenstmedaljen 1792-1839. For borgerlig fortjeneste, mod og tapperhed (1989)
- C. P. Mulder: Persian orders 1808-1925. The orders of the Quajar Dynasty (1990)
- Lars Stevnsborg: En allerhøjeste paaskønnelse. Den kongelige belønningsmedaille 1865-1990 (1991)
- Vilius Kavaliauskas: Orders, decorations and medals of Estonia, Latvia and Lithuania (1997)
- C. P. Mulder; Alec A. Purves: Bibliography of orders and decorations (1999)
- Anders Vidstrup: Biblioteksfortegnelse (2001)
- Lars Stevnsborg: Udenlandske dekorationer tildelt for deltagelse i Danmarks Frihedskamp 1940–1945 (anden del) (2007)

## Odznaka honorowa
Podzielona jest na cztery stopnie:
- Złota na bladoniebieskiej wstążce ze srebrnymi paskami wzdłuż brzegów – za 50 lat członkostwa;
- Złota na bladoniebieskiej wstążce – za 40 lat członkostwa;
- Srebrna na bladoniebieskiej wstążce – za 25 lat członkostwa;
- Brązowa na bladoniebieskiej wstążce – za 10 lat członkostwa.

Wszystkie stopnie mogą być nadane z rozetką lub może być ona dodatkiem do otrzymanej wcześniej odznaki:
- Złota z Rozetką – za niezwykłe i znamienite wysiłki dla stowarzyszenia;
- Srebrna z Rozetką – za wybitne wysiłki dla stowarzyszenia, lub dla ustępującego prezesa po minimum pięciu latach;
- Brązowa z Rozetką – za większe od zwykle wymaganych wysiłki na rzecz stowarzyszenia, lub dla dochodzącego członka zarządu po minimum czterech latach, lub dla prezesów zagranicznych stowarzyszeń[4].

## Życiorys
- Velkommen til Ordenshistorisk Selskab. omsd.dk. [dostęp 2015-08-04]. (duń.).